# トランス・ンゾイア (カウンティ)
トランス・ンゾイア（スワヒリ語: Wilaya ya Trans-Nzoia、英語: Trans-Nzoia County）はケニア西部のリフトバレー州中部のカウンティ。
中心都市のキタレは、首都ナイロビの北西約380kmに位置する。
2009年の人口は81万8757人。

## 人口
- 1979年8月24日：25万9503人
- 1989年8月24日：39万3682人
- 1999年8月24日：57万5662人
- 2009年8月24日：81万8757人[1]

## 地理
- ンゾイア川：西部
- エルゴン山：西部

## 隣接カウンティ
- 北：西ポコット (カウンティ)
- 東：エルゲーヨ＝マラクウェト (カウンティ)
- 南東：ウアシン・ギシュ (カウンティ)
- 南：カカメガ (カウンティ)
- 南西：ブンゴマ (カウンティ)
- 北西：ブクウォ県[2]

## 民族
- カレンジン人
- ブクス人（英語版）

## 経済
小麦・大豆栽培や酪農が盛んで、一大食糧生産地帯である。

## 気候
山の斜面に位置し涼しい。
年間平均気温は10～27℃である。
年間平均降水量は1000～1200mmである。
4～10月が雨季である。

## 宗教
住民の殆どがキリスト教を信仰する。

## 主要都市(2009年の人口)
- キタレ：7万5782人(中心都市)

## 著名人

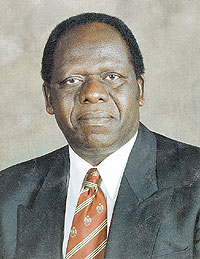
マイケル・キジャナ・ワマルワ

- マイケル・キジャナ・ワマルワ（英語版）(Michael Kijana Wamalwa)
  - 1944年11月25日～2003年8月23日
  - 第8代副首相(2003年1月3日～2003年8月23日)[3]

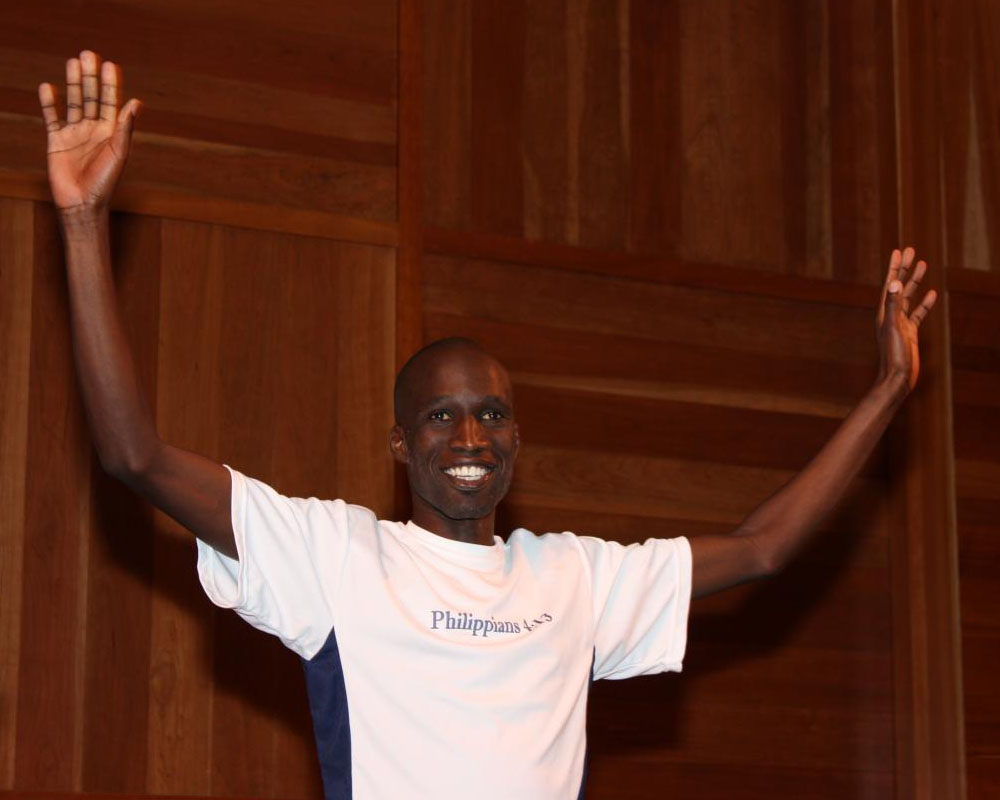
ウェスレイ・コリル

- ウェスレイ・コリル（英語版）(Wesley Korir)
  - 1982年11月15日～
  - 国会議員(2013年3月4日～)
  - 男子マラソン選手
    - 2009年～2010年ロサンゼルス・マラソン（英語版）2連覇
    - 2011年シカゴ・マラソン（英語版）銀メダル
    - 2012年ボストン・マラソン（英語版）金メダル

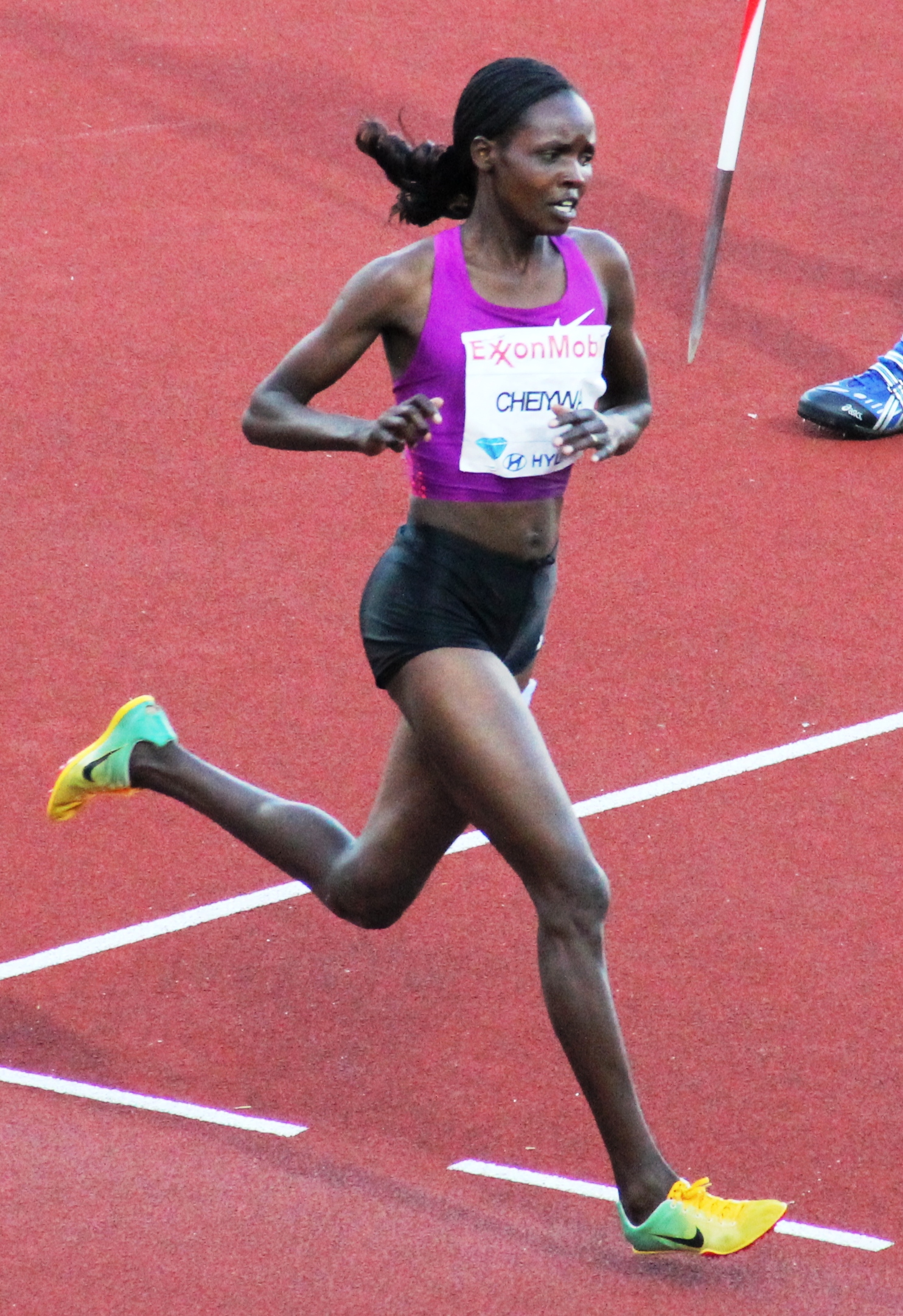
ミルカ・チェモス・チェイワ

- ミルカ・チェモス・チェイワ(Milcah Chemos Cheywa)
  - 1986年2月26日～
  - 女子3000メートル障害選手
    - 2009年世界陸上競技選手権大会(ドイツ・ベルリン)銅メダル
    - 2009年IAAFワールドアスレチックファイナル(ギリシャ・テッサロニキ)銀メダル
    - 2010年アフリカ陸上競技選手権大会(ケニア・ナイロビ)金メダル
    - 2010年IAAFコンチネンタルカップ(クロアチア・スプリト)銀メダル
    - 2010年コモンウェルスゲームズ(インド・ニューデリー) 金メダル
    - 2011年世界陸上競技選手権大会(韓国・大邱)銅メダル
    - 2013年世界陸上競技選手権大会(ロシア・モスクワ)金メダル
    - 2010年～2012年IAAFダイヤモンドリーグ3連覇

## 観光地
- エルゴン山国立公園
- サイワ沼国立公園
- キタレ自然保護区